# Mario Vrančić
Mario Vrančić (ur. 23 maja 1989 w Slavonskim Brodzie) – bośniacki piłkarz niemieckiego pochodzenia, grający na pozycji środkowego pomocnika w niemieckim klubie Eintracht Frankfurt II. W latach 2015-2017 reprezentant Bośni i Hercegowiny. Były młodzieżowy reprezentant Niemiec

## Kariera piłkarska
Swoją karierę piłkarską Vrančić rozpoczął w 1996 roku w amatorskim klubie VfR Kesselstadt. W 2004 roku podjął treningi w juniorach 1. FSV Mainz 05. W 2006 roku awansował do pierwszego zespołu. 19 maja 2007 zadebiutował w jego barwach w Bundeslidze w przegranym 2:5 wyjazdowym meczu z Bayernem Monachium. W sezonie 2006/2007 spadł z klubem z Moguncji do 2. Bundesligi. W kolejnych dwóch sezonach sporadycznie grał w pierwszym zespole Mainz, a także był członkiem rezerw. W sezonie 2008/2009 wywalczył z nim awans do pierwszej ligi.
W czerwcu 2009 roku Vrančić został wypożyczony do Rot Weiss Ahlen. Swój debiut w Ahlen zanotował 19 września 2009 w przegranym 1:4 domowym meczu z Fortuną Düsseldorf. W sezonie 2009/2010 spadł z Ahlen do 3. ligi.
W 2011 roku Vrančić odszedł z Mainz do rezerw Borussii Dortmund. Grał w nich do końca sezonu 2011/2012. W maju 2012 roku podpisał dwuletni kontrakt z SC Paderborn 07. Zadebiutował w nim 3 sierpnia 2012 w zremisowanym 2:2 wyjazdowym meczu z Herthą Berlin. W sezonie 2013/2014 wywalczył z Paderbornem wicemistrzostwo 2. Bundesligi i awans do Bundesligi. W sezonie 2014/2015 Paderborn wrócił na drugi poziom rozgrywek.
W czerwcu 2015 roku Vrančić podpisał dwuletni kontrakt z SV Darmstadt 98. Swój debiut w nim zaliczył 22 sierpnia 2015 w zremisowanym 1:1 wyjazdowym meczu z FC Schalke 04. W 2017 roku przeszedł do angielskiego Norwich City.
| Sezon   | Klub                 | Kraj   | Rozgrywki     | Mecze | Gole |
| ------- | -------------------- | ------ | ------------- | ----- | ---- |
| 2006/07 | 1. FSV Mainz 05      | Niemcy | Bundesliga    | 1     | 0    |
| 2007/08 | 1. FSV Mainz 05      | Niemcy | 2. Bundesliga | 5     | 0    |
| 2007/08 | 1. FSV Mainz 05 II   | Niemcy | Oberliga      | 13    | 9    |
| 2008/09 | 1. FSV Mainz 05      | Niemcy | 2. Bundesliga | 3     | 0    |
| 2008/09 | 1. FSV Mainz 05 II   | Niemcy | Regionalliga  | 19    | 7    |
| 2009/10 | Rot Weiss Ahlen      | Niemcy | 2. Bundesliga | 12    | 0    |
| 2010/11 | 1. FSV Mainz 05 II   | Niemcy | Regionalliga  | 12    | 0    |
| 2010/11 | Borussia Dortmund II | Niemcy | Regionalliga  | 15    | 2    |
| 2011/12 | Borussia Dortmund II | Niemcy | Regionalliga  | 32    | 14   |
| 2012/13 | SC Paderborn 07      | Niemcy | 2. Bundesliga | 33    | 5    |
| 2013/14 | SC Paderborn 07      | Niemcy | 2. Bundesliga | 30    | 5    |
| 2014/15 | SC Paderborn 07      | Niemcy | Bundesliga    | 30    | 2    |
| 2015/16 | SV Darmstadt 98      | Niemcy | Bundesliga    | 22    | 2    |
| 2016/17 | SV Darmstadt 98      | Niemcy | Bundesliga    | 23    | 4    |
| 2017/18 | Norwich City         | Anglia | Championship  | 35    | 1    |
| 2018/19 | Norwich City         | Anglia | Championship  | 36    | 10   |

## Kariera reprezentacyjna
Vrančić grał w młodzieżowych reprezentacjach Niemiec na różnych szczeblach wiekowych. W 2009 roku wystąpił z reprezentacją U-20 na Mistrzostwach Świata U-20.
W styczniu 2015 otrzymał bośniackie obywatelstwo, a czerwcu tegoż roku FIFA zezwoliła mu na grę w reprezentacji Bośni i Hercegowiny. Zadebiutował w niej 6 września 2015 roku w wygranym 3:0 meczu eliminacji do Euro 2016 z Andorą, rozegranym w Zenicy.